# Massimo Marazzina
Massimo Marazzina, född 16 juli 1974 är en italiensk före detta fotbollsspelare (forward). 
Massimo Marazzina började sin karriär i Inter som ungdomsspelare och gjorde även sin debut i Serie A för klubben 1994. Han hamnade sedan i US Foggia under två säsonger innan han värvades till Chievo 1996. I Chievo blev han en pålitlig målgörare och hjälpte bland annat till så att klubben nådde en femte plats i Serie A 2001, och därmed fick en plats i Uefa Cupen. Under denna tid gjorde han även debut i det italienska landslaget. Under dom sista åren i Chievo lånades han ut till Roma (där han var en tilltänkt ersättare för Gabriel Batistuta), UC Sampdoria och Modena FC.